# Graptomyza summa
Graptomyza summa är en tvåvingeart som beskrevs av Ian David Whittington 1992. Graptomyza summa ingår i släktet Graptomyza och familjen blomflugor. Inga underarter finns listade i Catalogue of Life.